# گوش‌شناسی

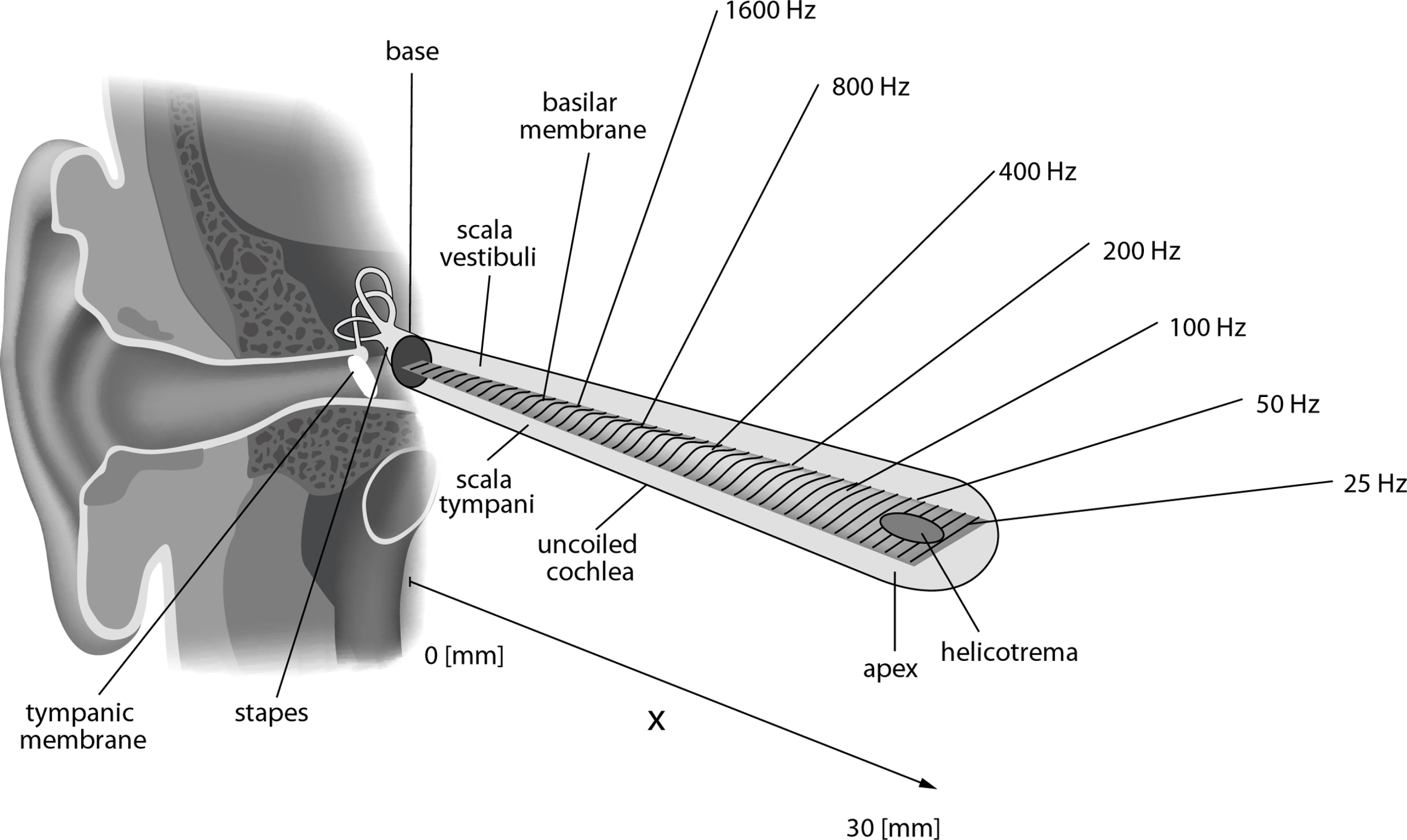
اوتولوژی یا گوش‌شناسی

اوتولوژی یا گوش‌شناسی (به انگلیسی: Otology)، شاخه‌ای از دانش پزشکی است که به مطالعهٔ فیزیولوژی و کالبدشناسی پاتولوژیک گوش و دستگاه شنوایی می‌پردازد.
جراحی گوش‌شناختی عموماً اشاره به جراحی ماستوئید و گوش میانی دارد که در بیماری عفونت گوش میانی و تیمپانوپلاستی صورت می‌پذیرد.
گوش‌شناسی زمینه‌ای متفاوت از شنوایی شناسی است.